# Burgueses somos nós todos ou ainda menos
Burgueses somos nós todos ou ainda menos é um livro de contos de Mário de Carvalho publicado em 2018 pela Porto Editora. 
Mário de Carvalho que é um dos mais importantes e prolíficos contistas nacionais, reúne neste livro onze contos revelando uma vez mais o seu olhar subtil e irónico sobre a sociedade que o rodeia. Traições e amantes, as crises (económicas, mas não só), o envelhecimento, a viuvez e a ambição são alguns dos temas por que passam as histórias destes burgueses mais ou menos desencantados.
E isso na vida de uma cidade, Lisboa, com pessoas de classe média, média alta, homens e mulheres, em teias urdidas de forma a que haja espaço para silêncio e perplexidade de modo a que o leitor as possa complexificar com a sua própria experiência, leitor que está convocado para isso desde o início pelo próprio autor, numa espécie dedicatória:
“A autoridade autoral (passe o étimo pleonástico) tem limites. Mas vós haveis de levar o texto a vastidões que o autor nem vislumbrou. Fareis deste livro o que ele vier a ser. A tal burguesia, sabe-se lá, poderá, afinal, ter os seus encantos...”

## Título
O título Burgueses somos nós todos ou ainda menos inspirou-se em versos do poema Litania Para Os Tempos de Revolução que o então muito jovem Mário Cesariny publicou em 1959:
“Burgueses somos nós todos

ou ainda menos.

Burgueses somos nós todos,

desde pequenos”.
Escrito nos anos 40, mas que o poeta surrealista publicou apenas em 1959 no livro Nobilíssima Visão e onde falava, no essencial, da vidinha, o real do dia-a-dia na vida de gente com pouco que contar.

## Síntese
Síntese dos contos que constituem retalhos da vida, de uma sociedade, de um Portugal desencantado, sob o olhar irónico do autor:
- Um marido recalcitrante ludibriado pela mulher defunta (A amante de um recém-viúvo cheio de culpa entrega-lhe os diários que a mulher dele lhe confiou justamente a ela. Nesses cadernos, ela escreve sobre homens com quem se envolveu, semente para uma paranóia em crescendo onde se questiona a intenção e o conteúdo de tais escritos com o homem a embarcar numa investigação enlouquecida para descobrir quem foram esses amantes e a razão daquela “agressão póstuma tão perversa”);[2]
- Um casal num jantar de amigos, elas amigas íntimas dele;
- Um recém-viúvo percorrendo a lista das suas conquistas mais assíduas (Um homem, também recém-viúvo, propõe-se reencontrar as suas oito melhores amigas, no regresso ao seu país que é também a tentativa falhada de um ilusório regresso à juventude, as crises de sexualidade, o homem que estranha encontrar-se num almoço de antigos colegas de liceu.);[2]
- Dois homens de meia-idade rememorando no luxo das suas casas os tempos de jovens revolucionários;
- Doutores, engenheiros, administradores em tensão, todos em certa vivenda às Avenidas Novas, banco de grandes investimentos;
- Uma enfermaria de hospital;
- Cortejo e exéquias;
- Engates de esquina;
- Os filhos dos outros;
- Traições e
- Uma vingança sórdida;

“Luz pungente a dar-lhe, pertinaz agressão do branco, os recortes, vistos ao longe, teia de linhas cinzentas em quebradas geometrias. Agora, a surpresa da franja abatida dum anjo a chorar numa esquina, uma proclamação republicana — falta-lhe uma letra — escondida numa frontaria, a revoada de solas, tosses, rumorejos, dando tempo ao tempo e ao bocejo, já que não se pode dar à eternidade. Cumprido pois o rito, uma e outra vez. Deveria era ser ele mais espaçado nesta altura da vida, cada funeral em sua alínea, chavetas bem arrumadas, para que as pedras e as figuras, os mortos e os vivos não se confundissem tanto. E cada qual fosse tratado como o ser especial e único garantido em todo o nascimento.”

## Apreciação
Segundo Isabel Lucas, "as personagens dos 11 contos que compõem o livro de Mário de Carvalho são, sobretudo, burgueses e aqui, por burguês, talvez se deva entender gente comum, conforme a um padrão; gente fora da margem, pouco desafiadora de convenções sociais — a não ser muito secretamente, muito intimamente; gente que questiona pouco, gente banal com quotidianos mais ou menos iguais, um desejo de conforto e apreciação. Gente que, mais ou menos, pode ser cada um de nós, ou talvez nem tanto."
Também para Isabel Lucas o desafio para o escritor é arriscado. "Como escrever sobre esse quotidiano de pouca acção onde o enredo tem lugar secundário face à forma de o contar, ou seja, onde o ambiente, as circunstâncias, os estados de alma merecem mais atenção do que o que se poderia chamar de trama ou mesmo desenlace, porque já sabemos que no fim se morre e irá certamente haver uma doença e, se não for doença, haverá uma traição? Enfim, o comum com algumas peculiaridades."
Ainda para Isabel Lucas, "burgueses e abjectos, somos, pois, todos nós ou ainda menos no provocador jogo de espelhos que o título propõe, ou pressupõe, e que está implícito nos contos, todos percorridos por uma ironia mais negra do que aquela a que Mário de Carvalho já habituou quem o lê....São histórias de médicos, engenheiros, professores, todos às voltas com o desencanto, a amargura, a traição, o tédio e o cinismo. Casais com pouco assunto e a ganância dos filhos na hora da morte; gente em crise como a de que falava o poema de Cesariny, em narrativas perpassadas por uma melancolia quase permanente que torna o tal humor, ou sarcasmo, mais sombrio e que é o verdadeiro filtro para ler estas histórias comuns de gente mais ou menos comum, gente conforme, convencional que Mário de Carvalho descreve no estilo que aqui nunca se confunde com outro: a linguagem, a escolha de cada palavra para que seja a certa e tudo se ajuste só por causa dela, há o ritmo e algum desconforto no riso que tudo provoca a quem lê.
Para João Gobern, Mário de Carvalho é "por um lado, um minucioso observador da espécie, sempre capaz de aproximar o trivial do transcendente, de desenhar miradouros inesperados sobre o mais corriqueiro quotidiano; por outro lado, um aventureiro da palavra, fadado para subverter significados imediatos e para nos enriquecer o património vocabular, sem nunca por nunca se deixar resvalar para o academismo ou para uma qualquer voluntária armadilha que faça tropeçar quem lê."
Ainda para para João Gobern, é difícil "colocar em alternativa o contista e o romancista, tanto mais que não há lei que nos impeça aproveitar plenamente a ambos. No conto curto, Mário de Carvalho consegue aquilo que está reservado a quem domina o modelo: conta-nos uma história rápida, mesmo que albergue anos ou gerações, e deixa-nos, terminada a narrativa, um rodízio de curiosidades e, em muitos casos, um secreto e inútil desejo de que as coisas não se ficassem por ali....Há momentos em que temos a certeza, inabalável, teimosa, de já nos termos cruzado com esta ou aquela figura, com as mesmas reações, o mesmo preciso discurso, até com os mesmos segredos, que não ficam por revelar."
E ainda segundo João Gobern, que não se confunda o trivial do título com o banal. "Todos os burgueses... que nos aparecem pela frente podiam ser nossos vizinhos, mas nós não saberíamos extrair-lhes os pormenores, as contradições, as angústias. E, ainda por cima, jamais saberíamos enquadrá-los e fazer-lhes justiça, gostando deles ou nem por isso, do jeito singular que é o carimbo distintivo de Mário de Carvalho, tão depressa impiedoso como caridoso, saltador exímio da ironia para a frieza....Nesse sentido... estamos diante de um esteta, de um descobridor, de um brilhante manipulador da Língua... Só assim se poderia pintar de esplendor e inesperado aquilo que pode estar bem à frente dos nossos olhos."